# 미노이 상담소
<미노이 상담소>는 유튜브 채널 Dingo freestyle에서 대한민국 가수 미노이(meenoi)가 진행하는 게스트참여형 웹예능이다.
이 컨텐츠는 진행자 미노이가 여러 게스트들을 찾아가 고민을 해결해주는 컨텐츠이다.
현재 게스트로 퀸와사비를 시작으로 한사랑산악회까지 하여 5개의 에피소드가 나왔다.
미노이의 컨셉은 볼의 연지곤지와 개량한복 큰 등산가방 태극기, 주황신발, 자신이 키우는 고양이 밍밍이의 포스터이다. 

## 출연

### 진행자
미노이
진행자는 미노이(meenoi)는 대한민국의 가수이다.  
미노이의 본명은 박민영으로 1997년 4월 9일에 태어났다. 
떠오르는 국힙 요정으로 기린이 대표로 있는 대한민국의 음악 레이블 및 음반 기획 제작사인 8BallTown 에잇볼타운에 소속되어 있다.
너답기기안 (너의 답장을 기다리다가 기분이 안좋아졌어)  2019년 7월 31일 발매로 데뷔하였다.
최근 발매한 노래는 음악 프로젝트로 2021. 04. 21에 출시한 DOOL ( 둘 )이 있다.
염따와 더콰이엇의 샤라웃을 받았다.

## 제작진
에잇볼타운 - 기린, 신독
믹싱 - 오대규
광고사업 - 이지혜, 이은새
음악사업 - 이세미
촬영도움 - 장백산
조연출 - 채동진
연출 - 이래현, 이혜리
제작책임 - 박동준
제작 - 딩고 프리스타일

## 게스트
- 퀸와사비
- 임플란티드 키드
- 아이키
- 페노메코
- 디아크
- 이택조, 김영남

## 미노이의 상담소
2021.04.20 ~ 2021.05.19
상담만 받으면 만족도 100% , 출장가능, 100% 비밀보장, 절대 거짓말하지 않는 것을 내세워 광고하고 있다.
예약문의는 22-2222-2222 이 번호는 미노이의 신곡 DOOL에서 따온 것으로 보인다.
대부분 풍수지리학, 거짓말탐지기으로 고민을 해결해준다. 

## 회차정보
🔍EP.01 저희는 둘(?)을 취급합니다
- 게스트 - 퀸 와사비
- 고민 내용 - 첫 손님으로 퀸와사비가 출연했다.  고민 내용은 "연애를 오래 쉬어서 다시 시작하기 어려워요","사람들이 저를 무서워해요","어느 화사로 가면 좋을까요?"라는 고민을 가지고 미노이 상담소에 처음으로 찾아왔다. 풍수지리학적으로 분석하기 위해 색종이로 동서남북을 접고, 오링테스트로 고민을 해결해주었다.
- 오링테스트 - 오링테스트란 손가락을 동그랗게 붙이고 여러 레이블들의 이름을 외치면 잘 맞는 경우 손이 떨어지지 않는다. 실제 과학적으로 증명되지는 않았지만 미노이와 에잇볼 타운 소속 기린은 땅과 하늘  우주와 지구의 힘이라고 주장한다. 미노이 또한 이 테스트로 에잇볼타운에 영입되었다.

🔍EP.02 누나 내가 사랑하니까♥️...
- 게스트 - 임플란티드 키드 (김수민)
- 고민내용 - "여자가 어느 포인트에서 심쿵하는지 모르겠어요", "내가 좋아하는 사람과 나를 좋아하는 사람 중 고민이에요","연상 동갑 연하 각각의 공략법이 궁금해요"라는 고민을 가지고 미노이 상담소를 찾아왔다. 풍수지리학적으로 분석하기 위해 노란색 색종이로 동서남북을 접고 고민을 해결해주었다.

🔍EP.03 제 딸이 잼민이인데요… 
- 게스트 - 아이키
- 고민내용 - 첫 출장 온 미노이. "결혼 초심을 찾고싶어요", "동안이라서 카리스마 있고 싶어요","제 딸이 잼민이예요", "염따님만의 당당한 자신감을 갖고 싶어요." 오늘의 고민 해결은 타로와 거짓말탐지기로 해결하였다.  고민해결 과정에서 미노이는 직접 애교를 시범을 보여줬다. 아이키는 복채 3000만원 대신 댄스로 복채를 냈다.
- 아이키가 직접 DOOL 챌린지 안무를 창작했다.

🔍EP.04 피네이션에 좋은 말씀 전하러 몰래 들어간 미노이 ㅋㅋㅋ 
- 게스트 - 페노메코
- 고민내용 - "취미가 없어요", " 피네이션과 페노메코의 궁합은?" 의 두가지의 고민상담을 요청했다. 뽑기를 통해서 페노메코의 취미를 찾아주었다. 그 결과 네일아트와 시 낭송이라는 취미를 찾아주었다. 이번 화에서 미노이는 자신의 타이틀 곡인 DOOL 을 리코더 연주로 보여주었다.

🔍특별편 다른 고랩 친구들은 다 맞팔이던데…ㅜ
- 게스트 - 디아크
- 고민내용 - "1위를 할 수 있을까요?","학교를 안 다니면서도 친구를 사귈수 있는 법", " 유명한 사람의 팬인데 맞팔을 받을 수 있을까요?" 이번 고민상담은 미노이의 경험담과 조언으로 해결하였다.

🔍EP.05 비록 남자 남자로 태어났지만...
- 게스트 - 한사랑 산악회 이택조, 김영남
- 고민내용 - 마지막 상담 미노이는 산으로 떠났다. "닭백숙을 먹을지 오리백숙을 먹을지 고민이에요", "우리 아들이 잘됐으면 좋겠어요","아들이 연락을 안해요", "매드몬스터에 빠졌어요", "곡을 좀 받을 수 있을까요" 등의 고민을 가지고 상담을 해주었다. 미노이가 이택조와 김영남에게 틱톡 댄스 수업을 해주었다. 미노이는 이택조와 김영남을 깨우기위해 리코더 연주를 보여주었다.